# Alchemilla giewontica
Alchemilla giewontica är en rosväxtart som beskrevs av Pawl.. Alchemilla giewontica ingår i släktet daggkåpor, och familjen rosväxter. Inga underarter finns listade i Catalogue of Life.